# Филадельфийская ратуша
Филадельфийская ратуша  (англ. Philadelphia City Hall) — резиденция администрации американского города Филадельфия, расположенного в штате Пенсильвания.
Здание имеет высоту 167 м, считая высоту статуи основателя города, Уильяма Пенна, расположенной на его вершине; это здание было самым высоким небоскрёбом в мире с 1901 по 1908 год, после чего оставалось самым высоким в Пенсильвании, пока не было превзойдено в 1932 году зданием Галф Тауэр в Питтсбурге; затем оно было самым высоким зданием в Филадельфии, пока в результате строительства Liberty Place (1984—1987) не закончилось действие неофициального джентльменского соглашения, ограничивавшего высоту зданий в городе. Сегодня это 15-е по высоте здание штата.
Ратуша представляла собой самую высокую в мире каменную кладку с момента обрушения в 1953 году крыла здания Моле-Антонеллиана в Турине. Основными материалами, использовавшимися для его отделки, являются известняк, гранит и мрамор.
В 2007 году здание было поставлено на 21-ю позицию в списке 150 наиболее замечательных американских зданий, составленном Американским институтом архитекторов.

## История и описание

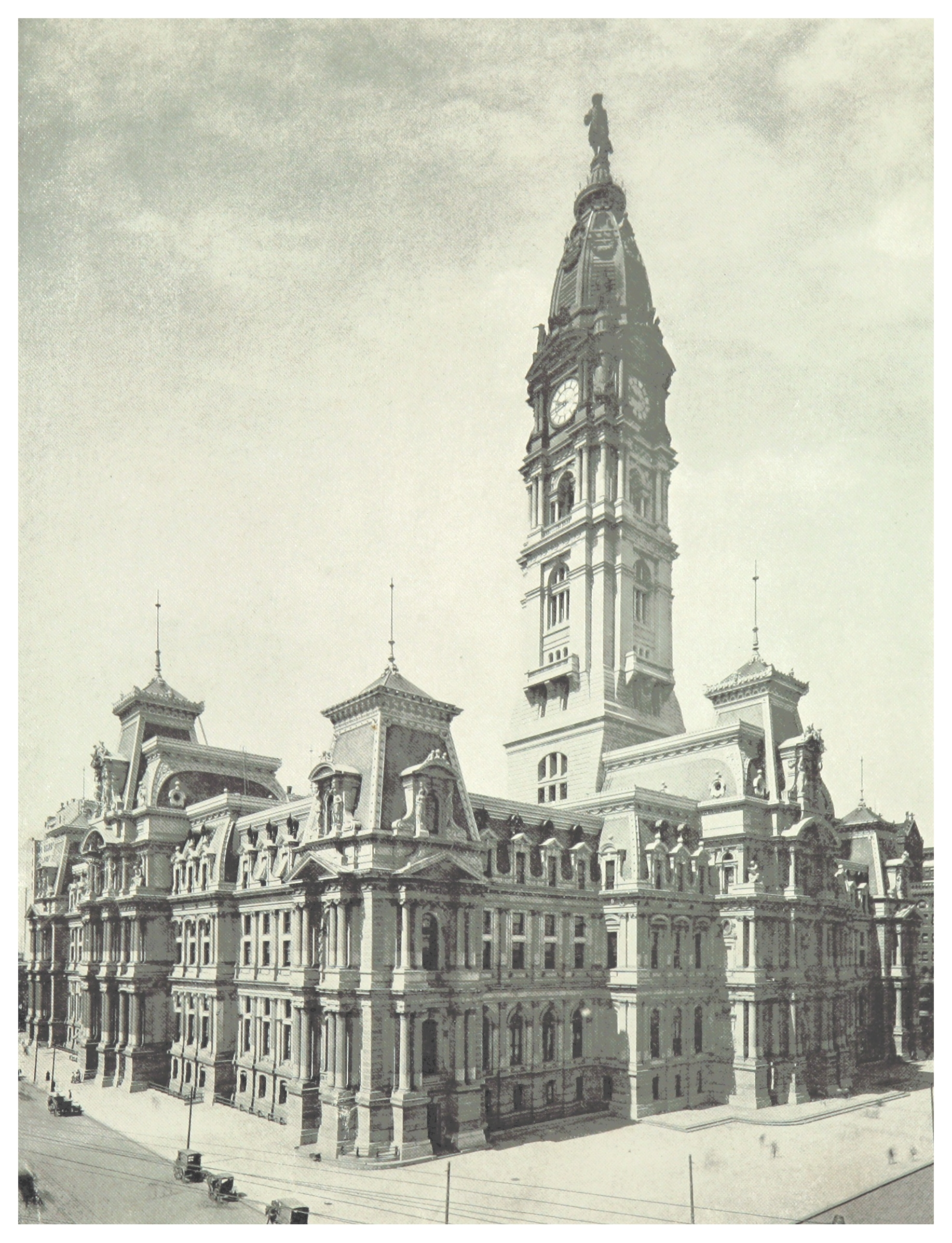
Ратуша в 1897 году

Здание было спроектировано архитектором шотландского происхождения Джоном Макартуром-младшим в стиле Второй империи и было построено в период с 1871 по 1901 год; стоимость строительства составила 24 миллиона долларов. Спроектированное как самое высокое здание в мире, оно было превзойдено по высоте ещё в ходе строительства Монументом Вашингтону и Эйфелевой башней, хотя по завершении оно некоторое время было самым высоким в мире зданием, предназначенным для размещения людей. Это было первое современное здание (за исключением Эйфелевой башни), строившееся для того, чтобы стать самым высоким в мире, а также первым светским зданием, созданным для размещения людей, установившим такой рекорд: все построенные ранее самые высокие здания имели религиозное назначение, в том числе европейские соборы и, на протяжении предшествовавших 3800 лет, пирамида Хеопса.

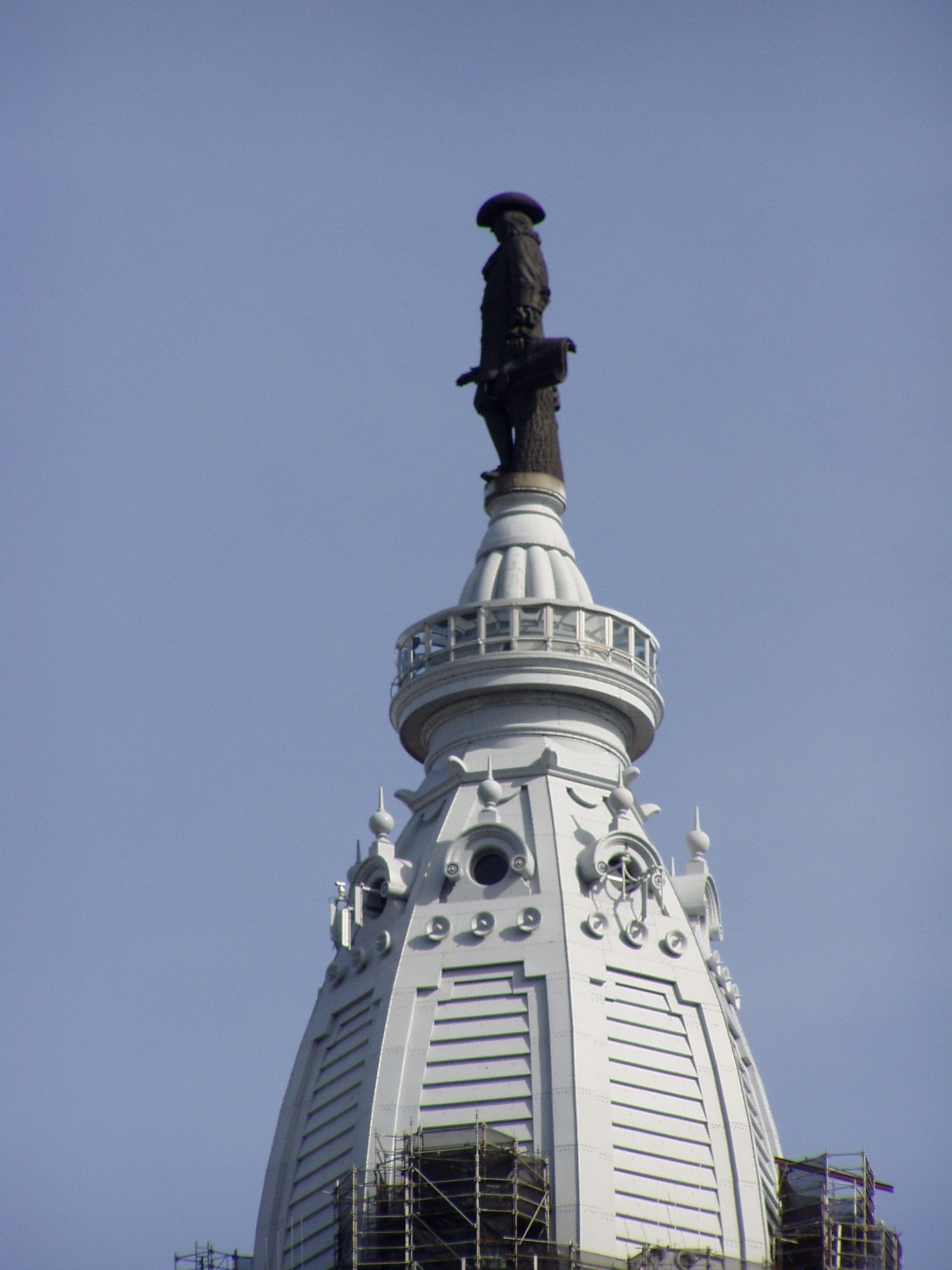
Статуя Уильяма Пенна на крыше ратуши

Имея почти 700 помещений, здание ратуши является крупнейшим муниципальным зданием в Соединённых Штатах и одним из крупнейших в мире. В здании располагается три ветви власти: исполнительная (мэрия), законодательная (городской совет) и частично судебная (суд по гражданским делам).
Здание увенчано имеющей высоту 11,3 м и вес 27 тонн бронзовой статуей основателя города, Уильяма Пенна; это одна из 250 скульптур, созданных Александром Милном Колдером, которые украшают здание внутри и снаружи. Статуя является самой высокой вершинной частью по сравнению с любым другим зданием в мире.
Колдер пожелал разместить статую лицом к югу — так чтобы её лицо было освещено солнцем большую часть дня, дабы зрителям лучше раскрывались детали его работы. Статуя, тем не менее, фактически обращена северо-востоку, в сторону Пенн-Трити-парка в районе города под названием Фиштаун, названного так как место, где Уильям Пенн подписал договор с местным индейским племенем. Помимо Пенн-Трити-парка в этом же направлении расположена усадьба Пеннсбери, загородный дом Пенна в округе Бакс.

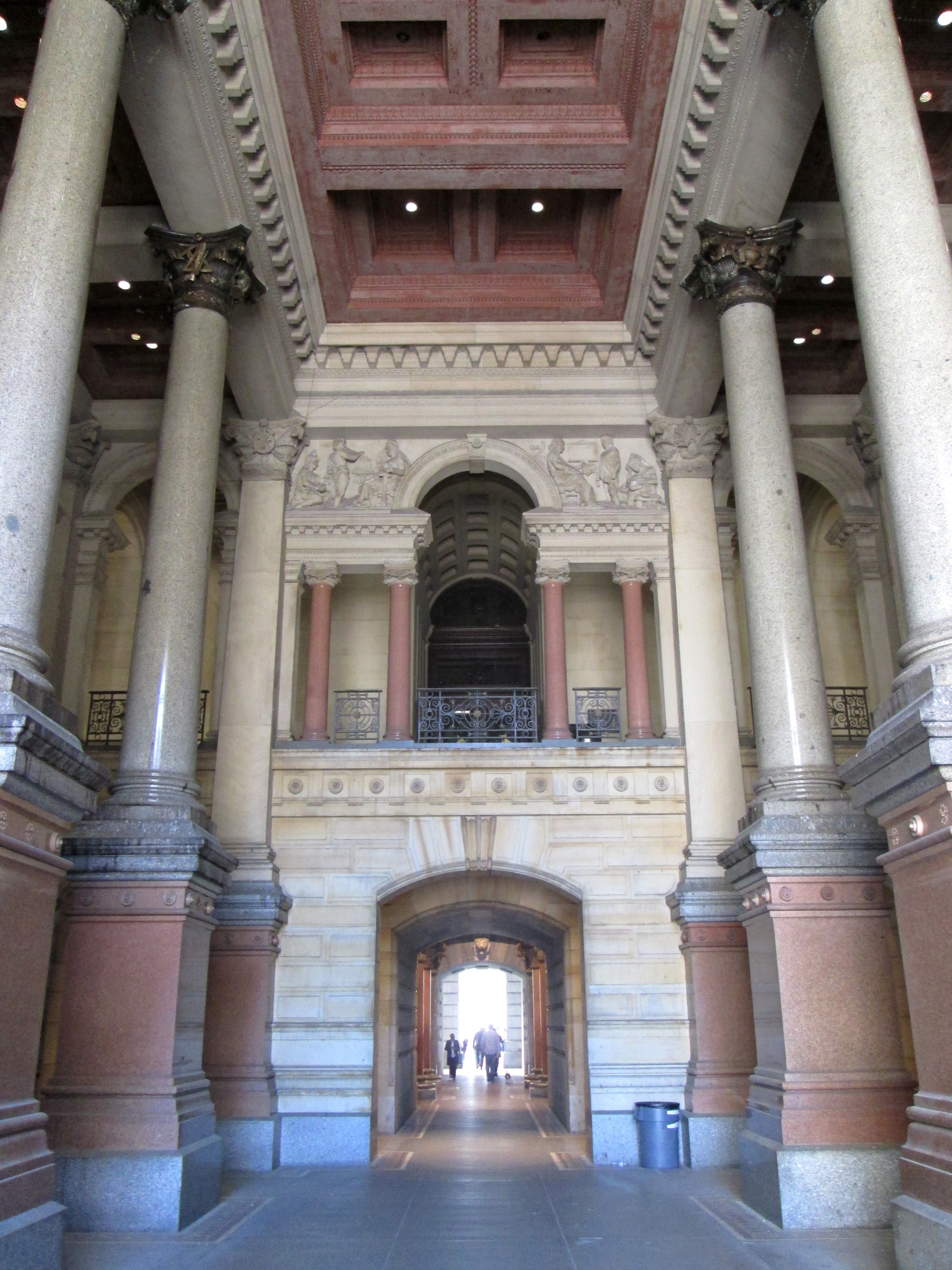
Аркада, ведущая во внутренний двор ратуши

Часы, имеющие 8 м в диаметре, установлены на всех четырех сторонах металлической части башни.
Единственная в городе смотровая площадка находится прямо под основанием статуи, на высоте около 152 м над уровнем улицы. Будучи ранее оцепленной сеткой Рабица, смотровая площадка в настоящее время ограничена стёклами. Доступ на неё осуществляется посредством лифта грузоподъёмностью 6 человек, стеклянная кабина которого позволяет посетителям увидеть деревянную надстройку, которая поддерживает башню. Лестницы внутри башни используются только для аварийного выхода. Убранство башни было со временем упрощено; огромные гирлянды, украшавшие верхние панели башни, были убраны.
Статуя Пенна полая, и узкий пешеходный туннель через неё приводит к небольшому (22 дюйма в диаметре) люку на вершине шляпы статуи.
На протяжении многих лет мэрия оставалась самым высоким зданием в Филадельфии в соответствии с условиями джентльменского соглашения, запрещающего строительство любого здания высоты большей, чем уровень статуи Уильяма Пенна. В 1987 году оно перестало иметь силу, когда был построен один из небоскрёбов Liberty Place.
Ратуша является Национальным историческим памятником. В 2006 году оно было названо Национальным историческим ориентиром в области гражданского строительства Американским обществом гражданских инженеров.
В ратуше расположен Городской совет Филадельфии.